# 中華人民共和国国家衛生与計画生育委員会
中華人民共和国国家衛生与計画生育委員会（ちゅうかじんみんきょうわこくこっかえいせいよけいかくせいいくいいんかい）とは、中華人民共和国国務院での衛生と家族計画の部門。国家衛生委員会とも呼ばれる。2013年に保健省と国家家族計画委員会によって統合、2018年に解体され、中華人民共和国国家衛生健康委員会に再編された。
中華人民共和国衛生部（1949年 - 2013年）→ 中華人民共和国国家衛生与計画生育委員会（2013年 - 2018年）→ 中華人民共和国国家衛生健康委員会（2018年 - ）

## 概要
中華人民共和国国家衛生与計画生育委員会の活動は、2013年3月14日の第12回全国人民代表大会の第1回会議で承認された「国務院の制度改革および機能転換計画」に基づいており、国務院の制度改革および機能転換計画は、「家族計画の基本的な国家政策をより順守するために、医療と保健業務を強化し、医療と保健システムの改革を深め、医療とヘルスケアの配分を最適化し、出産人口と人々の健康の質を向上させ、保健省の義務、国家計画と家族計画委員会の家族計画管理とサービス義務を統合し、国民健康と家族計画委員会を設立するために中華人民共和国国家衛生与計画生育委員会を設立。主な役割は、医療の調整と計画、保健および家族計画の割り当て、国家必須医療システムの編成と策定、家族計画ポリシーの策定、公衆衛生および医療サービスの監督と管理、家族計画管理とサービス業務。開発戦略、計画、および人口政策の責任は、国家開発改革委員会にあり、中国医学局は国家健康家族計画委員会によって管理される。

## 機関

### 内部組織
- 事務局[注 1]
- 人事部[注 2]
- 計画情報局[注 3]
- 財務部門[注 4]
- 法務省[注 5]
- システム改革省（国務院の医療と健康システムの改革を深めるためのオフィス）[注 6]
- 疾病管理局（健康キャンペーン委員会事務局）オフィス）
- 母子保健局[注 7]
- 食品安全基準、監視および評価部門[注 8]
- 総合監視局[注 9]

### 直接連携機関
- 医科学院(zh:中华人民共和国国家卫生和计划生育委员会)
- CDC
- 監督センター
- 医薬品管理センター
- 代理店サービス局（中央）
- 食品評価センター
- 北京病院(zh:北京医院)
- 北京ユニオン医科大学病院
- 中日病院
- 健康教育センター
- 健康開発センター
- 健康診断センター
- 国際交流センター
- 技術開発センター
- 在宅医療センター
- 予防医学協会
- UNFPA
- 文化振興協会
- 人口学会

## 歴代所長
| 所長 - 李斌（2013年3月16日 - 2018年3月） 副所長 - 孫志剛（2013年3月20日 - 2015年10月22日） - 王国強（2013年4月22日 - 2018年3月，国家医療管理局秘書、党書記） - 馬暁偉（2013年4月22日 - 2018年3月） - 陳嘯宏（2013年4月22日 - 2014年12月11日） - 王培安（2013年4月22日 - 2018年3月） - 劉謙（2013年4月22日 - 2017年2月28日） - 尹力（2013年4月22日 - 2015年4月1日，国家食品医薬局副局長） - 崔麗（2013年4月22日 - 2018年3月） - 徐科（2013年4月22日 - 2014年9月30日） - 金小桃（2014年12月11日 - 2017年12月30日） - 呉湞（2015年8月12日 - 2018年3月，国家食品医薬局副局長） - 王賀勝（2016年9月2日 - 2018年3月） - 曾益新（2017年2月28日 - 2018年3月） | 党書記 - 李斌（2013年3月 - 2018年3月） 副書記 - 孫志剛（2013年3月 - 2015年10月） 党員 - 王国強（2013年4月 - 2018年3月） - 馬暁偉（2013年4月 - 2018年3月） - 陳嘯宏（2013年4月 - 2014年12月） - 王培安（2013年4月 - 2018年3月） - 劉謙（2013年4月 - 2017年2月） - 尹力（2013年4月 - 2015年4月） - 崔麗（2013年4月 - 2018年3月） - 徐科（2013年4月 - 2014年9月） - 李熙（2013年4月 - 2014年12月，規律検査長） - 金小桃（2014年11月 - 2017年12月） - 陳瑞萍（2014年12月 - 2015年12月，規律検査長） - 呉湞（2015年8月 - 2018年3月） - 李五四（2015年12月 - 2017年3月，規律検査長） - 王賀勝（2016年8月 - 2018年3月） - 曾益新（2017年2月 - 2018年3月） - 馬奔（2017年3月 - 2018年3月，規律検査長） |